# Ricardo Olmos Canet
Ricardo Olmos Canet (Massamagrell, 23 de febrer de 1905 - Madrid, 21 de novembre de 1986) va ser un compositor, músic pedagog i musicòleg espanyol.

## Biografia
Olmos Canet era fill d'un músic aficionat que tocava la flauta a la banda d'Alboraya. Olmos Canet també va rebre les seves primeres lliçons de teoria de la música a l'escola de música d'aquesta banda, que va ser fundada pel seu avi. Va estudiar al Conservatori Superior de Música «Joaquin Rodrigo» de València amb Manuel Palau Boix. Després d'obtenir els seus diplomes, va anar a París i allí va estudiar amb Charles Koechlin, principalment per conèixer els seus llibres sobre teoria de la música (incloent Traite de L'Harmony i Precis des Rêgles du contrapoint), però també amb Jacques Challey.
El 1939 va marxar a Madrid i va treballar a l'institut musicològic. Al voltant de 1950 va recopilar cançons de certes regions espanyoles Canciones y danzas de Onteniente y Bélgida (1950) i Canciones y danzas de Bocairente (1952). També va ser professor de l' «Escuela Experimental del Magisterio de Madrid». Olmos Canet va ser l'autor de quatre llibres sobre teoria de la música, com El contrapunto simple, El contrapunto doble, El contrapunto modal i Elementos de forma musical. Va ser membre de l' «Asociación de Compositores Sinfónicos Españoles» (ACSE).
Com a compositor, va nomenar les seves obres vocals i la seva música per a piano.

## Composicions

### Obres per banda (banda de concerts)
- Tres Piezas infantiles
- # Balada
- # ¡Duerme, mi niño!
- # Jugando al caballito

### Música vocal

#### Obres per a coral
- 1926 Muiñeira, per a cor mixt
- 1978 Bolero, per a cor mixt
- 1978 Canciones aragonesas - dos impresiones musicales sobre la lírica popular altoaragonesa, per a soprano solista i cor mixt de sis parts (soprano, contralt, tenor 1, tenor 2, baix 1, baix 2)
- # Albada
- # Bolero
- Alleluia, per a cor mixt
- Dos canciones vascas, per a cor mixt
- Serenata Grotesca, per a cor mixt
- Tres cançons valencianes, per a cor mixt
- # A la voreta del mar
- # Cançó de batre
- # La font del tres xorros
- Ave Maria, per a cor mixt

#### Cançons
- 1960 Caido se le ha un clavel ..., nadala per a veu i piano
- 1960 Cantad, pastorcillos, nadala per a veu i piano
- 1961 El sueño de Jesús, nadala per a veu i piano
- 1965 !Oh, hermosura! ... nadala per a veu i piano - text: Santa Teresa de Jesús
- 1972 Cuatro villancicos asturianos, nadala per a veu i piano
- # El neñu diz que tien sed
- # Desvelente los amores
- # Yo non se que tien el neñu
- # Vienen tres Reyes Magos
- Cantiga, per a quatre vocalistes (soprano, contralt, tenor i baix)
- Díptico amoroso, per a quatre vocalistes (soprano, contralt, tenor i baix)
- Dos trovas en loor de la Virgen María, per a quatre vocalistes (soprano, contralt, tenor i baix)
- El cant dels ocells, per a soprano i piano
- Porompo, per a veu i piano - text: J. González Estrada
- Romance de la blanca niña, per a soprano i piano
- Ramance del Cid, per a veu i piano
- Seis meditaciones para Semana Santa y un Alleluia, per a quatre vocalistes (soprano, contralt, tenor i baix)
- Sueño del Niño Jesús, per a veu i piano - text: Eduardo Marquina
- Tres meditaciónes y Aleluya, per a veu i piano
- Tres piezas vascas, per a quatre vocalistes (soprano, contralt, tenor i baix)
- # Oi Eguberri gaua
- # A Mutil kopetilun
- # Aritz adarean

### Obres per a piano
- 1945 Dos preludios
- 1959 Seis movimientos de Danza
- Danza valenciana
- Elegía à Charles Koechlin
- Estampas hebreas
- Noche romántica, vuit esbossos
- # Paseo nocturno
- # Rayo de luna
- # Recordando una marcha nupcial
- # Campanas lejanas
- # Declaración amorosa
- # Contestanción
- # Idilio
- # ...es el amor que pasa...
- Pastoral
- Sonatina
- Suite de danzas catalanas
- Toccata
- Tres poemas
- # Balada
- # Duerme, mi niño
- # Jugando al caballito

## Publicacions
- Canciones y danzas de Onteniente y Bélgida, Instituto valenciano de Musicología, Institución Alfonso el Magnánimo, Diputación Provincial de Valencia, 1950. 63 p.
- Canciones y danzas de Bocairente, Instituto valenciano de Musicología, Institución Alfonso el Magnánimo, Diputación Provincial de Valencia, 1952. 96 p.
- Canciones y danzas de Morella, Forcall, Todolella, Castell de Cabres, Instituto valenciano de Musicología, Institución Alfonso el Magnánimo, Diputación Provincial de Valencia, 1952. 81 p.
- Cuadernos de música folklórica valenciana n.1 i 6, 1950-1952